# Magda El-Khatib
Magda El-Khatib (en árabe: ماجدة الخطيب‎) fue una actriz egipcia de cine, teatro, televisión y producción cinematográfica. Ha participado en más de cien obras de arte a lo largo de su carrera. Fue notable por sus papeles en la edad de oro del cine egipcio.

## Vida y carrera
El-Khatib nació en El Cairo. Su tío es el actor Zaki Rostom. Comenzó su carrera con a la edad de diecisiete años con un pequeño papel en Love and Pleasure (1960), seguido por Melody of Happiness (1960). Actuó en papeles secundarios antes de obtener su primer papel importante en The Mountain (1965) dirigida por Khalil Shawky y fue elegida entre las 100 mejores películas en la historia del cine egipcio en 1996.
Su primer papel notable fue en Qasr El Shawk (1966) de Hassan El-Imam. Entre sus papeles más destacados en el cine figuran Half an Hour of Marriage (1969) con Rushdy Abaza, Shadia y Adel Emam. En 1970, interpretó su primer papel protagonista en Dalal, the Egyptian de Hassan El-Imam, que fue un gran avance en su carrera y la colocó entre los principales actores, y la cualificó para interpretar papeles protagonistas en otras películas, incluyendo: A Furnished Apartment (1970), The Game of Each Day (1971), y Something in My Chest (1971). Protagonizó Chitchat on the Nile (1971) de Hussein Kamal, basada en la historia homónima de Naguib Mahfouz, la película fue un éxito crítico y financiero. Seguido por Some People Live Twice (1971). En 1972, protagonizó Imtithal de Hassan El-Imam. La película fue un éxito. El-Khatib produjo y protagonizó Visitor at Dawn en 1973, la película criticaba la era nasserista. En 1974 produjo la comedia ligera In Summer We Must Love (1974) protagonizada por Salah Zulfikar, con quien co-protagonizó Roadless Traveler (1978).

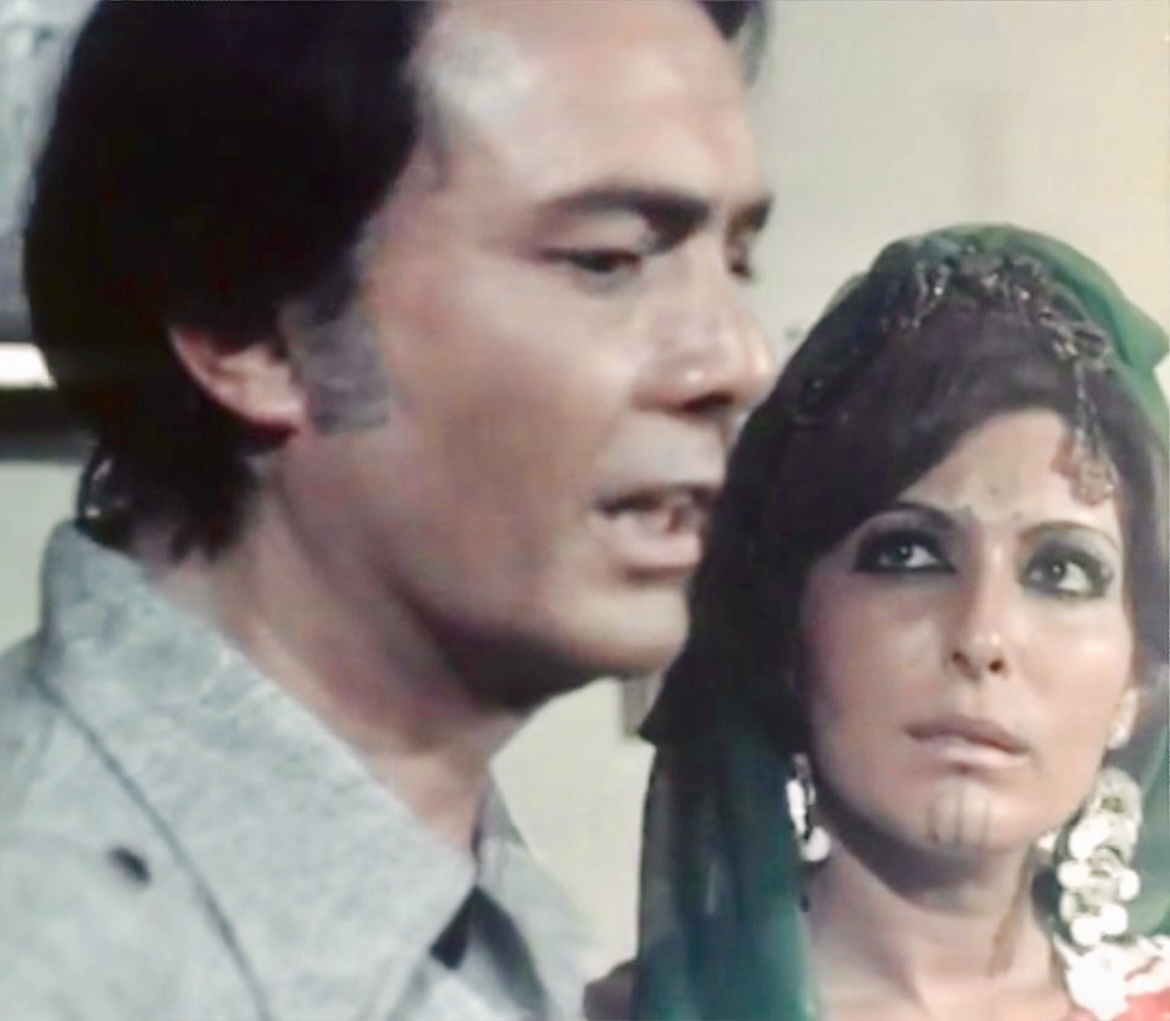
Magda El-Khatib con Salah Zulfikar en Roadless Traveler (1978)

En la década de 1980, co-protagonizó An Egyptian Story de Youssef Chahine (1982), seguido de un papel protagonista en El Awamma 70 (1982) junto a Ahmed Zaki. Actuó en The Cursed House (1987) junto a Kamal El-Shennawi. Participó en varias obras de televisión como The Butterfly, Zizinia, The Edge of a Knife, y A Woman from Upper Egypt. Su última escena como actriz fue en la serie No One Sleeps in Alexandria. El-Khatib ha participado en más de 55 películas en su carrera. Ganó el Golden Pyramid Acting Award en 1966 por su actuación en Dalal the Egyptian. También recibió el premio a la mejor actriz por un segundo papel en Tufahha (1996). Su último trabajo fue la miniserie de televisión To The End of the World, protagonizada por Nelly Karim.
En 1982, El-Khatib fue condenada a un año de prisión con suspensión por homicidio culposo después de golpear a un peatón con su automóvil. Fue encarcelada en 1985 como resultado de un caso relacionado con las drogas en el que estaba involucrada, y fue golpeada por la policía durante su detención. Estaba en Grecia cuando fue condenada, se quedó en Grecia y regresó en la década de 1990. Volvió a la actuación a mediados de los años noventa en papeles secundarios.
En 2006, sufrió una neumonía grave y fue trasladada a un hospital. Se descubrió que tenía insuficiencia renal y fue puesta en un respirador hasta su muerte a la edad de 63 años.

## Filmografía
- 1959: Love and Pleasure
- 1960: Melody of Happiness
- 1960: Albanat walsayfu
- 1962: Baqaya eadhra'
- 1965: Alrijal la yatazawajun aljamilati
- 1965: The Mountain
- 1966: Qasr alshawq
- 1966: al'asdiqa' althalathatu
- 1967: measkar albanati
- 1967: shantat hamza
- 1967: bayt altaalibat
- 1968: qindil 'am hashimi
- 1968: bint min albanati
- 1968: alast alnaazirata
- 1969: Half an Hour of Marriage
- 1970: A Place Beside the Devil
- 1970: A Furnished Apartment
- 1970: A Wife for five Men
- 1970: Dalal, the Egyptian
- 1971: Something in My Chest
- 1971: Chitchat on the Nile
- 1971: Some People Live Twice
- 1971: The Game of Each Day
- 1972: sur mamnueatun
- 1972: Imtithal
- 1972: The Quiet City
- 1973: masaat alduktur husni
- 1973: shaqat lilhubi
- 1973: Visitor at Dawn
- 1973: A Woman from Cairo
- 1974: In Summer We Must Love
- 1974: eajayib ya ziman
- 1974: alshawarie alkhalfia
- 1974: al'ahdan aldaafiati
- 1975: majaanin bialwiratha
- 1975: alhub that almutri
- 1975: ahtarsi min alrijal ya mama
- 1976: Tawheeda
- 1976: 'akhawatuh albanati
- 1977: Mouths and Rabbits
- 1977: 13 Lies and a lie
- 1978: Roadless Traveler
- 1980: Tomorrow is my Revenge
- 1980: Always My Lover
- 1980: tahqiq
- 1980: Al Mutaham
- 1981: hakamat almahkama
- 1981: Umahat fi almanfaa
- 1982: An Egyptian Story
- 1982: Al Awwama 70
- 1982: Aleaskariu shibrawi
- 1983: Mamlakat alhalwasa
- 1984: Please Give this Medicine
- 1986: Aawriat nasi allayl
- 1986: Alhurub min alkhanka
- 1986: Abin tahiat eazuza
- 1987: The Cursed House
- 1987: Alaintifada
- 1988: Almar'at walqanun
- 1996: Ya dunya ya ghrami
- 1997: halq hush
- 1997: Tofahha
- 1997: El Batal
- 1997: Iithr hadith 'alim
- 1998: Mujrim mae martabat alsharafi
- 1998: Our Blessed Aunt
- 1998: El Qatl El Lazeez
- 2000: Wahayat qalbi wa'afrahuh
- 2000: Sahar 'afriqiun
- 2001: nahb eishat alhuriyati
- 2001: Skut hansur
- 2003: Min nazrat eayn
- 2004: Alexandria... New York
- 2005: Khali min alkulistruli
- 2005: Hamada Plays
- 2005: Banat wust Albalad
- 2005: Raya wa Sekina
- 2005: Ahlam eumarna
- 2006: Haneen
- 2006: Awdet El Nadla
- 2006: Special Relationships
- 2006: Real Dreams
- 2006: To the End of the World